# Суворова, Евдокия Ивановна
Евдокия Ивановна Суворова, в девичестве — Ковалёва (13 августа 1924 года, Снежное — 18 октября 2006 года, село Шабо, Белгород-Днестровский район, Одесская область, Украина) — агроном-виноградарь виноградарского совхоза «Шабо» Министерства пищевой промышленности Украинской ССР, Белгород-Днестровский район Одесской области. Герой Социалистического Труда (1971).

## Биография
Родилась в 1924 году в рабочей семье в городе Снежное. В 1939 году окончила семилетку в Снежном, после которой обучалась в Осипенковском сельскохозяйственном техникуме виноградарства и виноделия (сегодня — Бердянский колледж Таврического государственного агротехнологического университета). В 1941 году после окончания второго курса отправилась на каникулы в Снежное, где застала начало Великой Отечественной войны. Во время оккупации проживала в родном городе. С ноября 1943 по ноябрь 1944 года работала в районной Снежнянской инспекции Центрального статистического управления. С ноября 1944 года продолжила своё обучение в Оспенковском техникуме, по окончании которого была направлена в село Шабо Измаильской области.
С декабря 1945 года — агротехник-виноградарь совхоза «Шабо». Благодаря её деятельности в 1970 году совхоз собрал высокий урожай винограда и досрочно выполнил производственные задания Восьмой пятилетки (1965—1970). Указом Президиума Верховного Совета СССР от 26 апреля 1971 года «за выдающиеся успехи, достигнутые в выполнении заданий пятилетнего плана по развитию пищевой промышленности» удостоена звания Героя Социалистического Труда с вручением ордена Ленина и золотой медали Серп и Молот.
Избиралась делегатом XXV съезда КПСС.
Позднее — старший, главный агроном в совхозе «Шабо». Трудилась в этом совхозе до выхода на пенсию. Преподавала в сельском ПТУ № 37 и филиале сельского ПТУ № 7 в селе Шабо.
Проживала в селе Шабо, где скончалась в октябре 2006 года.
Награды
- Герой Социалистического Труда
- Орден Ленина — дважды (30.04.1966; 1971)
- Орден «Знак Почёта» (26.02.1958)
- Медаль «За боевые заслуги» (01.12.1947)
- Медаль «За трудовую доблесть»
- Орден «За мужество» 1 степени — Указом президента Украины Л. Д. Кучмы № 1329/99 от 14 октября 1999 года «в ознаменование 55-й годовщины освобождения Украины от фашистских захватчиков, за мужество и самоотверженность, проявленные в борьбе с фашизмом в годы Великой Отечественной войны 1941—1945 годов».